# Frank Scully (Autor)
Frank Joseph Xavier Scully (* 28. April 1892 in vermutlich New York City; † 23. Juni 1964 in Palm Springs, Kalifornien) war ein US-amerikanischer Journalist und Buchautor. In seinem 1950 erschienenen Werk Behind the Flying Saucers kolportierte er als erster Autor die reale Bruchlandung Außerirdischer in einem Raumschiff.

## Leben
Scully wurde vermutlich in New York geboren und absolvierte dort ein Journalismusstudium an der Columbia University, das er 1917 abschloss.
Er publizierte unter anderem für Zeitschriften wie die New Yorker The Sun und Variety. 1930 heiratete Scully in Paris Alice Melby Pihl; 1934 zog das Paar nach Hollywood.
Am 12. Oktober und 23. November 1949 veröffentlichte er in Variety zwei Artikel über insgesamt drei abgestürzte Fliegende Untertassen im Raum Aztec, New Mexico: One flying saucer lands in New Mexico und Flying saucers dismantled, secrets may be lost.(Scully, Behind the flying saucers, S. 197.) Am 8. September 1950 publizierte er die Monographie Behind the flying saucers, in dem er insgesamt drei Vorfälle mit abgestürzten Fliegenden Untertassen beschrieb. Zentraler Zeuge war ein Dr. Gee. Nach dessen Angaben stammten die insgesamt drei 1948 gestürzten scheibenförmigen Raumschiffe vom Planeten Venus.
1952 recherchierte der für den San Francisco Chronicle tätige Journalist John Philip Cahn die Abstürze und veröffentlichte seine Ergebnisse in dem Magazin True. Cahn wies nach, dass Scully das Opfer zweier notorischer Betrüger bzw. Bauernfänger, Silas Newton und Leo A. Gebauer, war. Dabei war Gebauer als mit Newton befreundeter „Dr. Gee“ aufgetreten.(Peebles, S. 48ff.)
Obwohl Scullys Darstellung als Hoax entlarvt worden war, wurde seine Darstellung rund 25 Jahre später mehr oder weniger unverändert von dem Mitglied der National Investigations Committee On Aerial Phenomena (NICAP) und früherem Lehrer der University of South Florida Robert S. Carr im Oktober 1974 auf einer Pressekonferenz kolportiert. Danach hatte die US Air Force 1948 12 Leichen von Außerirdischen geborgen und diese tiefgefroren auf der Wright-Patterson Air Force Base eingelagert:

„It was simple an embellished version of the Aztec, New Mexico, crash story Scully has told … All these story elements were taken directly from Scully´s long discredited tale …”“

Scully verstarb am 23. Juni 1964 in Palm Springs. Sein Nachname wurde für den Charakter Dana Scully der Fernsehserie Akte X – Die unheimlichen Fälle des FBI genutzt.